# Börtingtjärnen, Ångermanland
Börtingtjärnen är en sjö i Bjurholms kommun i Ångermanland och ingår i Öreälvens huvudavrinningsområde. Börtingtjärnen ligger i Öreälven Natura 2000-område.